# Cabera bryantaria
Cabera bryantaria là một loài bướm đêm trong họ Geometridae.